# Iron Galaxy Studios
Iron Galaxy Studios est un studio de développement de jeux vidéo fondé le 15 août 2008, le siège est situé à Chicago dans l'État de l'Illinois aux États-Unis. Le studio possède un autre bureau à Orlando en Floride.

## Description
Fondé le 15 août 2008 et basé Chicago, par un ancien employé de Midway Games, Iron Galaxy travaille à contrat pour de plus grands développeurs afin d'effectuer des « conseils techniques » et de porter les jeux sur différentes plates-formes. Iron Galaxy a débuté avec sa première production originale avec Wreckateer (en) en 2012, sa deuxième avec Divekick (en) en 2013 et sa troisième avec Videoball (en) en 2016.
En juillet 2016, Adam Boyes est devenu directeur général d'Iron Galaxy, et Dave Lang est resté pour gérer les prototypes et le développement commercial.
Le 5 février 2025, le studio annonce licencier 66 employés, soit 20 à 25% de son effectif.

## Jeux

### Œuvres originales
| Année | Titre                             | Plate(s)-forme(s)                                                                           |
| ----- | --------------------------------- | ------------------------------------------------------------------------------------------- |
| 2012  | Wreckateer (en)                   | Xbox 360                                                                                    |
| 2013  | Divekick (en)                     | Microsoft Windows, PlayStation 3, PlayStation Vita                                          |
| 2015  | Killer Instinct Saison Deux.      | Microsoft Windows, Xbox One                                                                 |
| 2016  | Killer Instinct Saison Trois      | Microsoft Windows, Xbox One                                                                 |
| 2018  | Extinction (en)                   | Microsoft Windows, PlayStation 4, Xbox One,                                                 |
| 2022  | Rumbleverse                       | Microsoft Windows, PlayStation 4, PlayStation 5, Xbox One, Xbox Series X/S                  |
| 2025  | Tony Hawk's Pro Skater 3 + 4 (en) | Microsoft Windows, Nintendo Switch, PlayStation 4, PlayStation 5, Xbox One, Xbox Series X/S |

### Jeux publiés
| Année | Titre          | Plate(s)-forme(s)                              |
| ----- | -------------- | ---------------------------------------------- |
| 2015  | Capsule Force  | Linux, macOS, Microsoft Windows, PlayStation 4 |
| 2016  | Videoball (en) | Microsoft Windows, PlayStation 4, Xbox One     |

### Portages
| Année de sortie | Titre                                           | Plate(s)-forme(s)                                                        |
| --------------- | ----------------------------------------------- | ------------------------------------------------------------------------ |
| 2009            | Snood                                           | iOS                                                                      |
| 2009            | Bionic Commando                                 | Xbox 360                                                                 |
| 2010            | Dark Void                                       | PlayStation 3                                                            |
| 2010            | Supreme Commander 2                             | Xbox 360                                                                 |
| 2010            | Kinect Adventures!                              | Xbox 360                                                                 |
| 2010            | Tron: Evolution                                 | PlayStation 3, Xbox 360                                                  |
| 2011            | You Don't Know Jack                             | iOS, Microsoft Windows, Nintendo DS, PlayStation 3, Wii, Xbox 360        |
| 2011            | BioShock 2: Minerva's Den (en)                  | Microsoft Windows                                                        |
| 2011            | Street Fighter III: Third Strike Online Edition | PlayStation 3, Xbox 360                                                  |
| 2011            | Scribblenauts Remix (en)                        | Android, iOS                                                             |
| 2011            | Back to the Future: The Game                    | Wii                                                                      |
| 2012            | Marvel vs. Capcom Origins                       | PlayStation 3, Xbox 360                                                  |
| 2013            | Darkstalkers Resurrection                       | PlayStation 3, Xbox 360                                                  |
| 2013            | BioShock Infinite                               | PlayStation 3, Xbox 360                                                  |
| 2013            | Ms. Splosion Man                                | iOS, Windows Phone                                                       |
| 2013            | Dungeons & Dragons: Chronicles of Mystara (en)  | Microsoft Windows, PlayStation 3, Wii U, Xbox 360                        |
| 2013            | Batman: Arkham Origins                          | Microsoft Windows                                                        |
| 2013            | Enslaved: Odyssey to the West                   | Microsoft Windows                                                        |
| 2013            | Crimson Dragon                                  | Xbox One                                                                 |
| 2014            | Borderlands 2                                   | PlayStation Vita                                                         |
| 2014            | Destiny                                         | PlayStation 3, Xbox 360                                                  |
| 2014            | D4: Dark Dreams Don't Die                       | Xbox One                                                                 |
| 2014            | Divekick (en)                                   | PlayStation 4, Xbox One                                                  |
| 2015            | Borderlands: The Handsome Collection            | PlayStation 4, Xbox One                                                  |
| 2015            | The Elder Scrolls Online: Tamriel Unlimited     | PlayStation 4, Xbox One                                                  |
| 2015            | Batman: Arkham Knight                           | Microsoft Windows                                                        |
| 2015            | Deadpool                                        | PlayStation 4, Xbox One                                                  |
| 2016            | Lichdom: Battlemage                             | PlayStation 4, Xbox One                                                  |
| 2016            | 7 Days to Die                                   | PlayStation 4, Xbox One                                                  |
| 2017            | The Elder Scrolls V: Skyrim                     | Nintendo Switch                                                          |
| 2018            | Crash Bandicoot N. Sane Trilogy                 | Microsoft Windows                                                        |
| 2018            | Diablo III                                      | Nintendo Switch                                                          |
| 2019            | Spyro Reignited Trilogy                         | Microsoft Windows                                                        |
| 2019            | Overwatch                                       | Nintendo Switch                                                          |
| 2022            | Uncharted: Legacy of Thieves Collection         | Microsoft Windows, PlayStation 5                                         |
| 2023            | The Last of Us Part I                           | Microsoft Windows                                                        |
| 2025            | The Last of Us Part II Remastered               | Microsoft Windows (en collaboration avec Nixxes Software et Naughty Dog) |